# Северный полюс-39
Северный полюс-39 (СП-39) — российская научно-исследовательская дрейфующая станция, действовавшая с 1 октября 2011 года по 17 сентября 2012 года.
За время дрейфа прошла почти 1 885 км.
Состав дрейфующей станции СП-39:
1. Ипатов Александр Юрьевич — начальник
2. Кузьмин Сергей Борисович — начальник океанологического отряда
3. Зимичев Владимир Павлович — ведущий океанолог
4. Тузлуков Дмитрий Гаврилович — ведущий специалист-ледоисследователь
5. Ковалев Сергей Михайлович — ведущий специалист-ледоисследователь
6. Гущин Сергей Вячеславович — ведущий метеоролог
7. Разинков Иван Иванович — метеоролог
8. Спирин Алексей Сергеевич — ведущий инженер по связи и телекоммуникациям
9. Волошко Дмитрий Павлович — гидрограф
10. Байдюк Сергей Викторович — гидрохимик
11. Семенов Сергей Анатольевич — ведущий специалист-аэролог
12. Макаров Сергей Анатольевич — начальник ДЭС
13. Мурашкин Сергей Григорьевич — инженер 1 кат. ДЭС
14. Кондратьев Павел Герчикович — инженер 1 кат. ДЭС
15. Куров Максим Александрович — инженер-технолог (повар)
16. Воронцов Михаил Александрович — врач

На территории станции образован избирательный участок по выборам президента в 2012 и государственной думы в 2011 году.